# Fokker 130
Fokker 130 – niezrealizowany projekt holenderskiego samolotu pasażerskiego, mającego być największą wersją maszyny z rodziny samolotów krótkiego i średniego zasięgu określanych mianem JetLine. W jej skład wchodziły samoloty Fokker 70 i Fokker 100.

## Historia
Holenderskie samoloty krótkiego i średniego zasięgu Fokker F27 oraz Fokker F28 okazały się być dużym sukcesem komercyjnym Fokkera. Tanie w eksploatacji, niezawodne i lubiane przez pilotów maszyny znalazły uznanie, które przełożyło się na ich wieloletnią produkcję i sprzedaż do wielu linii lotniczych. Tym niemniej, rozwijający się rynek samolotów regionalnych potrzebował nowych konstrukcji, zdolnych sprostać coraz większym wymaganiom zarówno pod względem liczby przewożonych pasażerów, jak również ekonomiki lotów. Odpowiedzią Fokkera była ogłoszona w 1983 roku zapowiedź wprowadzenia dwóch nowych modeli oznaczonych jako Fokker 50 i Fokker 100. Pierwszy z nich miał zastąpić turbośmigłowego F27, a drugi odrzutowego F28. I tym razem, nowe samoloty okazały się być udanymi maszynami, które znalazły wielu nabywców wśród linii lotniczych z całego świata. Fokker planował dalszą ekspansję. Fokker 100 miał się stać bazą konstrukcyjną dla rodziny samolotów określanych mianem JetLine: grupy maszyn z napędem odrzutowym przeznaczonych dla komunikacji regionalnej. Model 100 miał być wersją pośrednią w liczbie zabieranych pasażerów. Model Fokker 70 był najmniejszym z przedstawicieli rodziny JetLine. Jej największym przedstawicielem miał być Fokker 130. Liczba 130 oznaczała liczbę pasażerów, jaką nowa konstrukcja mogłaby zabrać na pokład. Model 100 został oblatany w 1986 roku zaś jego mniejszy brat, Fokker 70, w roku 1993. Zaraz po wprowadzeniu na rynek wersji 70, holenderski producent zaczął realizować projekt 130, który wstępnie planowano wprowadzić na rynek na przełomie 1997 i 1998 roku. Tymczasem, na początku lat 90. XX wieku, rynek samolotów komunikacji regionalnej zaczął być coraz bardziej konkurencyjny. Pojawiły się nowe konstrukcje kanadyjskiego Bombardiera i brazylijskiego Embraera. Z drugiej strony, pomimo bardzo dobrych wyników sprzedażowych, holenderska spółka odnotowywała straty finansowe. 27 kwietnia 1993 roku, chcąc ratować sytuację, Fokker oficjalnie nawiązał współpracę z niemieckim producentem Deutsche Aerospace AG (DASA), będącym już mocno zaangażowanym w produkcję samolotów Fokker 70. DASA odpowiedzialna była za budowę kadłuba maszyny. Niemiecka firma miała nabyć udziały holenderskiego rządu w pakiecie większościowym oraz zasilić kapitał Fokkera. Pomimo dominującej roli DASA, Fokker zachował prawo do swojego nazewnictwa samolotów oraz kontrolę nad rodziną JetLine, dającą mu teoretycznie prawo do uruchomienia projektu 130. Z drugiej jednak strony umowa z DASA zakładała, iż strona holenderska będzie odpowiedzialna za rozwój i sprzedaż samolotów o pojemności pasażerskiej poniżej 130. Dało to niemieckiej firmie prawo do zablokowania projektu. DASA nie była zainteresowana kontynuacją rozwoju linii JetLine i wzbogaceniem jej o nowy model Fokkera 130, będąc samą mocno zaangażowaną w rozwój samolotu Airbus A319 – samolotu dysponującego niewiele większą liczbą miejsc a więc naturalnego konkurenta dla przyszłego Fokkera 130. W połowie lat 90. również DASA zaczęła mieć problemy z budżetem. Nie mając wystarczającego zaplecza finansowego, Fokker nie forsował projektu 130, zaznaczając jednak, iż jest gotów go uruchomić, jeśli tylko pojawi się ku temu interes ekonomiczny. Na tym etapie brano pod uwagę zarówno budowę całkowicie nowego samolotu, jak i głęboką modyfikację istniejącego Fokkera 100. 
Kryzys finansowy firmy nie został zatrzymany i w konsekwencji doprowadził do bankructwa holenderskiej wytwórni w 1996 roku i zatrzymania linii produkcyjnych w roku następnym. Wraz z zatrzymaniem linii produkcyjnych Fokkerów 100 i 70, praktycznie od razu rozpoczęto próby reanimacji projektu. Jedną z najpoważniejszych były plany odtworzenia i ponownego uruchomienia produkcji obydwu modeli 100 i 70 przez holenderską firmę Rekkof Aircraft (Rekkof jest czytanym od tyłu słowem Fokker), znaną następnie jako Netherlands Aircraft Company oraz rozpoczęcie prac nad projektem Fokkera 130. W marcu 2011 roku swoje zainteresowanie udziałem w pracach nad odtworzeniem Fokkera 100 wyraziła Brazylia, jednak narastający w Europie kryzys gospodarczy wstrzymał wszystkie prowadzone wówczas prace. W 2014 roku firma opublikowała nowy projekt oznaczony wstępnie jako F120NG (Next Generation). Byłaby to maszyna zdolna do zabrania na pokład do 138 pasażerów. Szybkie uruchomienie prac, po pięcioletnim okresie testów, mogłoby zaowocować wprowadzeniem samolotu na rynek w 2019 roku. Maszyna charakteryzowałaby się tradycyjnym dla regionalnych Fokkerów układem konstrukcyjnym. Byłby to dolnopłat z usterzeniem w kształcie litery T. Napędzany dwoma silnikami umieszczonymi z tyłu kadłuba po obydwu jego stronach. Miejsce dla większej liczby pasażerów wygospodarowano by w wydłużonym w porównaniu do Fokkera 100 kadłubem. Brak jest informacji o postępie prac. Rynek samolotów regionalnych jest zdominowany przez Bombardiera i Embraera, firm mających wsparcie ze strony amerykańskiego Boeinga i europejskiego Airbusa, a do rywalizacji włącza się również Mitsubishi Regional Jet.